# Гбели
Гбели (слч. Gbely, мађ. Egbell) град је у Словачкој, који се налази у оквиру Трнавског краја, где је у саставу округа Скалица.
Гбели су у Словачкој познати као најважније место по добијању нафте из домаћих изворишта.

## Географија
Гбели су смештени у крајње западном делу државе, близу државне границе са Чешком - 8 км западно од града. Главни град државе, Братислава, налази се 75 километара јужно од града.
Рељеф: Гбели су се развили у словачком делу Панонске низије, у њеном северозападу. Подручје око града је бреговито, на приближно 170 метара надморске висине.
Клима: Клима у Гбелима је умерено континентална.
Воде: Гбели се налазе у делу без већих токова. Најближа река је Морава (8 км западно), која је уједно и граница ка суседној Чешкој.

## Историја
Људска насеља на овом простору везују се још за време праисторије. Насеље се први пут спомиње 1392. године. Вековима је насеље било локално трговиште у оквиру Краљевине Угарске, да би значај добило откриће изворишта нафте 1912. године.
Крајем 1918. Гбели су постали део новоосноване Чехословачке. У време комунизма дошло је до индустријализације, па и до осетног повећања становништва. После осамостаљења Словачке град је постао њено општинско средиште, али је дошло до привредних тешкоћа у време транзиције.

## Становништво
| Година:    | 1994. | 2004.   | 2014.   | 2024.   |
| ---------- | ----- | ------- | ------- | ------- |
| Број људи: | 5275  | 5119    | 5183    | 4837    |
| Разлика:   |       | -2,95 % | +1,25 % | -6,67 % |

| Година:    | 2023. | 2024.   |
| ---------- | ----- | ------- |
| Број људи: | 4864  | 4837    |
| Разлика:   |       | -0,55 % |

Данас Гбели имају око 5.000 становника и последњих година број становника стагнира.
Етнички састав: По попису из 2021. састав је следећи:
- Словаци - 90,12%,
- Чеси - 0,89,
- Роми - 0,12%,
- остали.

Верски састав: По попису из 2021. састав је следећи:
- римокатолици - 61,63%,
- атеисти - 26,68%,
- лутерани - 0,75%,
- остали.